# Proleptus australis
Proleptus australis är en rundmaskart. Proleptus australis ingår i släktet Proleptus och familjen Physalopteridae. Inga underarter finns listade i Catalogue of Life.